# Френк Шилдс
Френк Шилдс (англ. Френк Шилдс; 18 листопада 1909 — 19 серпня 1975) — колишній американський тенісист.
Найвищу одиночну позицію світового рейтингу — 2 місце досяг 1931 року.
Здобув 31 одиночний титул.
Найвищим досягненням на турнірах Великого шолома були фінали в одиночному, парному та змішаному парному розрядах.
Завершив кар'єру 1955 року.

## Фінали турнірів Великого шолома

### Одиночний розряд (2 поразки)
| Результат | Рік  | Турнір               | Покриття | Суперник  | Рахунок               |
| --------- | ---- | -------------------- | -------- | --------- | --------------------- |
| Поразка   | 1930 | Чемпіонат США        | Трава    | Джон Доуґ | 8–10, 6–1, 4–6, 14–16 |
| Поразка   | 1931 | Вімблдонський турнір | Трава    | Сідні Вуд | без гри               |

### Парний розряд (1 поразка)
| Результат | Рік  | Турнір        | Покриття | Партнер      | Суперники                 | Рахунок              |
| --------- | ---- | ------------- | -------- | ------------ | ------------------------- | -------------------- |
| Поразка   | 1933 | Чемпіонат США | Трава    | Френк Паркер | Джордж Лот Лестер Стоуфен | 13–11, 7–9, 7–9, 3–6 |

### Мікст (1 поразка)
| Результат | Рік  | Турнір        | Покриття | Партнер          | Суперники                 | Рахунок  |
| --------- | ---- | ------------- | -------- | ---------------- | ------------------------- | -------- |
| Поразка   | 1930 | Чемпіонат США | Трава    | Марджорі Моррілл | Едіт Кросс Вілмер Еллісон | 4–6, 4–6 |